# Dirachma
Dirachma je jediný rod čeledi Dirachmaceae vyšších dvouděložných rostlin z řádu
růžotvaré (Rosales).

## Charakteristika
Opadavé keře se střídavými jednoduchými listy s palisty. Listy jsou nahloučené na koncích větví.
Čepel je celokrajná, kopinatá nebo podlouhlá, se zpeřenou žilnatinou.
Květy jsou pravidelné, oboupohlavné, jednotlivé v úžlabí listů.
Kalich i koruna jsou složeny z 5 až 8 volných lístků.
Tyčinek je 8. Semeník je svrchní, srostlý z 8 plodolistů, s 8 komůrkami a jedinou čnělkou. V každém plodolistu je jedno vajíčko.
Plodem je tobolka (podle jiného zdroje poltivý plod (schizokarp), rozpadající se na 8 dílčích plůdků).
Rod zahrnuje jen 2 druhy. Dirachma socotrana roste na ostrově Sokotra. Z přilehlého území Somálska byl v roce 1991 popsán nový druh Dirachma somalensis.

## Taxonomie
V Cronquistově systému čeleď nefiguruje, rod je pravděpodobně součástí čeledi kakostovité
(Geraniaceae). Tachtadžjan řadil Dirachmaceae do řádu slézotvaré (Malvales), Dahlgren do řádu kakostotvaré (Geraniales).
Sesterskou skupinou jsou podle molekulárních studií čeledi řešetlákovité (Rhamnaceae) a hlošinovité (Elaeagnaceae).